# Urartu
Il regno di Urartu (Biainili in urarteo) era un antico regno dell'Armenia situato tra l'Asia Minore, la Mesopotamia e il Caucaso, incentrato attorno al lago di Van (oggi nella Turchia orientale) e per questo indicato anche come Regno di Van. Il regno durò dall'860 al 585 a.C. Il nome corrisponde al biblico Ararat.

## Origine del nome
Il nome Urartu venne dato al regno dai suoi più acerrimi nemici stanziati a sud, gli Assiri; proviene dalla fonti assire (dialetto dell'accadico), e sta per "paese di montagna". Il nome autoctono era Biainili, ovvero il nome originario del lago di Van.
Alcuni studiosi ritengono che l'Ararat dell'Antico Testamento sia una variante dell'accadico "Urartu": infatti il monte Ararat era ubicato proprio nel territorio urarteo, circa 120 km a nord della sua antica capitale. Va anche ricordato che nell'Antico Testamento "Ararat" era utilizzato anche per indicare un antico regno che si trovava a nord della Mesopotamia. Allo stesso modo le prime cronache armene (V-VII secolo) affermano che il nome originario dell'Armenia era "paese dell'Ararad". Le variazioni forse vengono dall'armeno "Ayrarat", che significa "terra del coraggioso" e "terra degli armeni". Studiosi come Carl Friedrich Lehmann-Haupt (1910) ritengono che il popolo chiamasse se stesso col nome di khaldini, dal loro dio Khaldi, o che fossero collegati ai khaldi della costa del Mar Nero. I Nairi, un popolo dell'età del Ferro dell'area del Van, sono stati spesso considerati collegati ad essi, o addirittura lo stesso popolo.
Urartu è spesso chiamato "Regno di Ararat" in molti antichi manoscritti e testi sacri di diverse nazioni. La ragione per l'incertezza nei nomi (ad esempio Urartu e Ararat) dipende dalle variazioni presenti nelle fonti. Inoltre, nei sistemi di scrittura monoconsonantici - dove le vocali generalmente non sono indicate - la parola scritta <RRT> potrebbe essere allo stesso Ararat o Urartu o Uruarti e così via.
A volte le fonti antiche utilizzano in maniera intercambiabile "Armenia" e "Urartu" per riferirsi allo stesso paese. Per esempio, nell'iscrizione di Bisotun in tre lingue, scolpita nel 520 a.C. per ordine di Dario il Grande di Persia, il paese viene definito Arminia in antico persiano, Harminuia in elamico e Urartu in babilonese.
Inoltre, il regno fu conosciuto come Armenia presso i greci (e poi i romani) che vivevano nell'Anatolia occidentale, forse perché i contatti che loro ebbero con Urartu furono attraverso il popolo della tribù di Armen. Tra il tardo VII e gli inizi del VI secolo a.C., il regno Urarteo fu sostituito dal regno di Armenia, a cui fu a capo la dinastia armena degli Orontidi.

## La scoperta
Il primo a scoprire l'esistenza della civiltà di Urartu fu lo studioso tedesco Friedrich Eduard Schulz, che viaggiò nell'area del lago di Van intorno al 1827, sulle tracce della regina Šamiram (Semiramide), la cui storia è contenuta nell'opera di Mosè di Corene. Schultz scoprì le rovine di una città e una serie di iscrizioni, scritte in parte lingua assira e in parte in una lingua del tutto sconosciuta, e la stele bilingue di Kelišin, trovata sul passo Kelišin nel confine tra il moderno Iran e l'Iraq. Purtroppo, lo studioso venne ucciso dai curdi nel 1829, ed i suoi appunti andarono perduti, pertanto la prima raccolta sistematica di iscrizioni provenienti da Urartu fu quella del reverendo Archibald Henry Sayce risalente al 1870, mentre nel 1890 l'ingegnere tedesco Karl Sester scoprì le rovine di Nemrud Dag raccogliendo altre iscrizioni.

## Storia
Urartu è uno dei primi regni dell'Armenia. Il suo antico periodo di massimo splendore storico si colloca tra il IX e l'VIII secolo a.C.. La lingua locale era simile all'hurrita. La vicinanza con la potente Assiria produsse una forte influenza ideologica, letteraria e tecnica su Urartu a partire dal 1275 a.C. All'inizio erano raggruppati intorno a una sorta di regno confederato noto come Nairi, ma dal 900 a.C. formarono una confederazione sotto il governo di un monarca centrale.
Grazie ad alcune iscrizioni, sappiamo che il primo monarca di Urartu fu Arame, seguito da Sarduri I. Altre ci permettono di ricostruire la loro grande crescita territoriale durante i regni dei già citati Sarduri I, Ishpuini e Menua, che riuscirono a raggiungere il basso corso del fiume Murat a ovest, l'Araxes a nord e il lago di Urmia a sud-est, sottomettendo entità politiche vicine come la confederazione di Etiuni. Le tecniche assire assimilate sono ben illustrate dal canale di Menua, lungo quasi 30 km, che fornisce acqua potabile e per l'irrigazione dalla sponda meridionale del lago di Van. Gli annali dei regni di Argishti I (pronipote di Sardur I) e di suo figlio Sarduri II, scritti sulle pareti rocciose del lago di Van e su diverse stele di pietra, raccontano la loro espansione oltre la grande ansa dell'Eufrate fino alla Commagene siriana, dominando così l'antica via di rifornimento di materie prime come il ferro dal Tauro, che era in parte dominato, all'Assiria.
La frontiera arrivava a essere quasi adiacente ad Aleppo e comprendeva il lago Sevan e il ricco bacino dell'Araxes a nord, colonizzato e sfruttato con il lavoro forzato, utilizzando i prigionieri di guerra della Colchide (Qulha), catturati con ripetute campagne annuali.
Le cronache urartee riportano le loro vittorie sugli Assiri sul lago di Urmia, sul Grande Fiume Zab e sull'Alto Tigri.
La rinascita assira inizia con Tiglatpileser III, che sconfigge Sarduri II in Commagene e assedia Tushpa. Rusa I depose il padre e ottenne una tregua che non gli fu concessa da Sargon II, successore al trono di Tiglathpileser III, che incorporò nel suo grande impero la città di Karkemish (717 a.C.) e il regno di Tabal sui monti del Tauro, privando così Urartu dei suoi alleati occidentali.
L'Assiria esercitò pressioni sulla frontiera orientale di Urartu, che fu anche attaccata dai Cimmeri, nomadi delle steppe che entrarono attraverso il Caucaso intorno al 714 a.C. e riuscirono a sconfiggere Rusa I. Questa debolezza di Urartu permise a quest'ultimo di prendere il controllo del regno. Questa debolezza degli Urartu permise a Sargon II di ridurre Urartu al suo originario territorio montuoso e di usarlo come Stato cuscinetto contro i Cimmeri.
Dopo la caduta, Rusa si suicidò e suo figlio Argishtis II e i suoi discendenti mantennero l'indipendenza fino all'arrivo degli Armeni alla fine del VII secolo a.C. Lo Stato di Urartu fu annientato intorno al 585 a.C. dall'invasione degli Sciti.

### Cronologia storica
- Il primo re è Sarduri I, che fonda il regno nell'835 a.C., con capitale Tushpa.
- Sarduri II porta i confini fino oltre il Tigri e l'Eufrate, il lago Urmia, Aleppo ed il lago Erevan. L'espansione viene fermata dagli Assiri di Tiglatpileser III.
- Nel 750 a.C. il regno di Urartu viene devastato dai Cimmeri.
- Nel 714 a.C. i resti del regno di Urartu entrano nell'orbita assira.
- Nel 620 a.C. il regno di Urartu viene devastato dagli Sciti.
- Nel 610 a.C. i Medi si annettono Urartu.
- Nel 600 a.C. entrano in Ararat gli antichi Armeni.

## Re di Urartu
- Aramu (858-844)
- Sarduri I (844-832), figlio di Lutipri
- Ishpuini (832-816)
- Ishpuini-Menua (816-810)
- Menua (810-786)
- Argishti I (786-764)
- Sarduri II (764-734)
- Rusa I (734-714)
- Argishti II (714-680)
- Rusa II (ca. 680-640)
- Sarduri III (ca. 640-610)
- Rusa III (ca. 610-590)
- Rusa IV (?) (ca. 590-585)

## Caratteri etnici e culturali
Gli Urartei sono spesso considerati discendenti o affini degli Hurriti di mezzo millennio prima.
La lingua urartea non è indoeuropea, e spesso viene messa in relazione con le lingue caucasiche settentrionali, oltre che con l'hurrita e con l'ittita. Successivamente alle incursioni dei Cimmeri e degli Sciti, gli antichi Armeni si stanziano nei pressi dell'Ararat e la lingua urartea inizia a declinare, venendo sostituita dall'armeno, lingua indoeuropea.
La principale divinità Urartu è Haldi, rappresentato in un'antica cintura bronzea, ritrovata nel sito archeologico di Satala, nell'odierna Turchia.